# Cupa României 1969-1970
Ediția 1969-1970 a fost a 32-a ediție a Cupei României la fotbal. A fost câștigată de Steaua București, învingând în finală echipa Dinamo București cu scorul de 2-1, același scor înregistrat între cele două echipe și în ediția anterioară și cu aceași marcatori (în ambele meciuri Florea Voinea a marcat o dublă pentru Steaua, respectiv Florea Dumitrache pentru Dinamo).

## Desfășurare
Toate meciurile, exceptând finala (care a avut loc în București) s-au jucat pe teren neutru. În șaisprezecimi au participat 32 de echipe, din care făceau parte și cele din Divizia A. Dacă după 90 de minute scorul era egal se jucau două reprize de prelungiri a câte 15 minute. Dacă după prelungiri scorul era tot egal, echipa din eșalonul inferior se califica mai departe. Dacă ambele echipe erau din aceeași ligă meciul se rejuca. În cazul în care se consemna un rezultat de egalitate după prelungiri, atunci echipa oaspete se califica în următoarea etapă. Semifinalele s-au jucat în două manșe.

## Șaisprezecimi
| Data        | Echipă gazdă          |   | Echipă oaspete      | Rezultat         |
| ----------- | --------------------- | - | ------------------- | ---------------- |
| 16 mai 1970 | Sportul Studențesc    | – | Crișul Oradea       | 1:0 (0:0)        |
| 17 mai 1970 | Rulmentul Bârlad      | – | Steaua București    | 0:4 (0:2)        |
|             | Tractorul Brașov      | – | Politehnica Iași    | 3:1 (2:0)        |
|             | Metalul București     | – | UTA Arad            | r 0:1 (0:0, 0:0) |
|             | Minerul Ghelar        | – | Jiul Petroșani      | r 0:0            |
|             | Minerul Moldova Nouă  | – | Argeș Pitești       | 1:2 (0:2)        |
|             | Victoria Moreni       | – | Steagul Roșu Brașov | 0:4 (0:2)        |
|             | Pașcani               | – | U Craiova           | 2:1 (0:0)        |
|             | Chimia R Vâlcea       | – | Farul               | 0:1 (0:0)        |
|             | Victoria Roman        | – | Dinamo Bacău        | 1:2 (0:1)        |
|             | Poli Timișoara        | – | Dinamo București    | 0:1 (0:0)        |
| 24 mai 1970 | CS Portul Constanța   | – | ASA Tîrgu Mureș     | 0:1 (0:0)        |
|             | CSM Sibiu             | – | Universitatea Cluj  | 2:3 (1:2)        |
|             | Drobeta-Turnu Severin | – | CFR Cluj            | r 5:2 (1:1, 2:2) |
| 25 mai 1970 | Minaur Zlatna         | – | Petrolul Ploiești   | r 1:2 (1:0, 1:1) |
| 27 mai 1970 | CIL Gherla            | – | Rapid București     | 4:3 (3:1)        |

## Optimi
| Data        | Oraș          | Echipă gazdă        |   | Echipă oaspete        | Rezultat         |
| ----------- | ------------- | ------------------- | - | --------------------- | ---------------- |
| 30 mai 1970 | București     | Steaua București    | – | Sportul Studențesc    | 4:1 (2:0)        |
|             | Sibiu         | Steagul Roșu Brașov | – | Universitatea Cluj    | 2:1 (2:1)        |
| 31 mai 1970 | Brașov        | Petrolul Ploiești   | – | Dinamo Bacău          | 2:0 (1:0)        |
|             | Câmpia Turzii | Jiul Petroșani      | – | CIL Gherla            | r 2:1 (1:1, 1:1) |
|             | Câmpina       | Dinamo București    | – | Tractorul Brașov      | 3:0 (0:0)        |
|             | Cluj          | UTA Arad            | – | ASA Tîrgu Mureș       | r 1:0 (0:0, 0:0) |
|             | Craiova       | Argeș Pitești       | – | Drobeta-Turnu Severin | 3:1 (3:0)        |
|             | Iași          | Farul               | – | Pașcani               | 3:1 (2:1)        |

## Sferturi
| Data          | Oraș      | Echipă gazdă        |   | Echipă oaspete    | Rezultat  |
| ------------- | --------- | ------------------- | - | ----------------- | --------- |
| 13 iunie 1970 | Sibiu     | Dinamo București    | – | Jiul Petroșani    | 2:1 (0:0) |
| 17 iunie 1970 | București | Argeș Pitești       | – | Farul             | r 0:0     |
| 18 iunie 1970 | București | Steagul Roșu Brașov | – | Petrolul Ploiești | 4:2 (1:0) |
| 20 iunie 1970 | Sibiu     | Steaua București    | – | UTA Arad          | 1:0 (0:0) |

## Semifinale
| Data          | Oraș     | Echipă gazdă     |   | Echipă oaspete      | Rezultat  |
| ------------- | -------- | ---------------- | - | ------------------- | --------- |
| 24 iunie 1970 | Câmpina  | Dinamo București | – | Steagul Roșu Brașov | 3:1 (0:0) |
|               | Ploiești | Steaua București | – | Argeș Pitești       | 3:1 (1:0) |

## Finala
| 26 iulie 1970 | Steaua București | 2 – 1 | Dinamo București | Stadionul 23 August, București Spectatori: 30.000 Arbitru: Gheorghe Limona (București) |
| 26 iulie 1970 | 7', 56' Voinea   |       | Dumitrache 79'   | Stadionul 23 August, București Spectatori: 30.000 Arbitru: Gheorghe Limona (București) |

| STEAUA BUCUREȘTI: |                        |     |
|                   |                        |     |
| P                 | Vasile Suciu           |     |
| F                 | Gheorghe Cristache     |     |
| F                 | Lajos Sătmăreanu       |     |
| F                 | Marius Ciugarin        |     |
| F                 | Iosif Vigu             |     |
| M                 | Dumitru Dumitriu       |     |
| M                 | Ioan Naom              |     |
| A                 | Costică Ștefănescu 60' |     |
| A                 | Florea Voinea          |     |
| A                 | Anghel Iordănescu      |     |
| A                 | Carol Creiniceanu 65'  |     |
| Schimbări:        |                        |     |
| A                 | Vasile Negrea          | 60' |
| A                 | Mihai Mirăuță          | 65' |
| Antrenor:         |                        |     |
| Ștefan Kovács     |                        |     |

| DINAMO BUCUREȘTI: |                   |     |
|                   |                   |     |
| P                 | Iosif Cavai       |     |
| F                 | Florin Cheran     |     |
| F                 | Lică Nunweiller   | 46' |
| F                 | Cornel Dinu       |     |
| F                 | Augustin Deleanu  |     |
| M                 | Viorel Sălceanu   |     |
| M                 | Radu Nunweiller   |     |
| A                 | Ion Pîrcălab      |     |
| A                 | Mircea Lucescu    |     |
| A                 | Florea Dumitrache |     |
| A                 | Ion Hajdu         | 64' |
| Schimbări:        |                   |     |
| M                 | Mircea Stoenescu  | 46' |
| A                 | Gavrilă Both      | 64' |
| Antrenor:         |                   |     |
| Nicolae Dumitru   |                   |     |